# Godewind Verlag

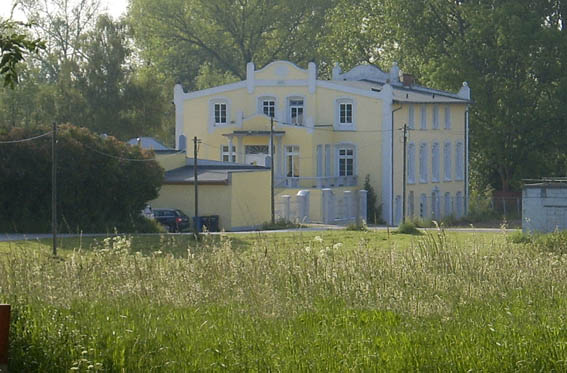
Hauptsitz des Verlages in Wismar bis Ende 2009

Der Godewind Verlag (von nd. Guter Wind) wurde 2004 von Hans-Jürgen Herbst gegründet. Der Hauptsitz war von Anfang 2006 bis Ende 2009 in Wismar. Das Portfolio gehört seit September 2009 zum Lexikus Verlag und wird seitdem unter der Bezeichnung EDITION GODEWIND weitergeführt.
Der Verlag veröffentlicht historische Publikationen zum ersten deutschen Seebad Heiligendamm, Regionalliteratur, Jagd- und Reiseliteratur sowie Belletristik.
Autoren wie Siegfried Akkermann, ehemaliger Präsident des Deutschen Roten Kreuzes veröffentlichte im Godewind Verlag.
Zum dreitägigen Besuch des amerikanischen Präsidenten George W. Bush im Juli 2006 in Mecklenburg-Vorpommern überreichte der Ministerpräsident Harald Ringstorff die Reisebeschreibung „Nimrod’s German Tour“ von Charles James Apperley aus dem Godewind Verlag als Gastgeschenk. So fungierte der Ministerpräsident als Autor und verfasste ein eigenes Vorwort für dieses Buch.